# Zuzana Smatanová

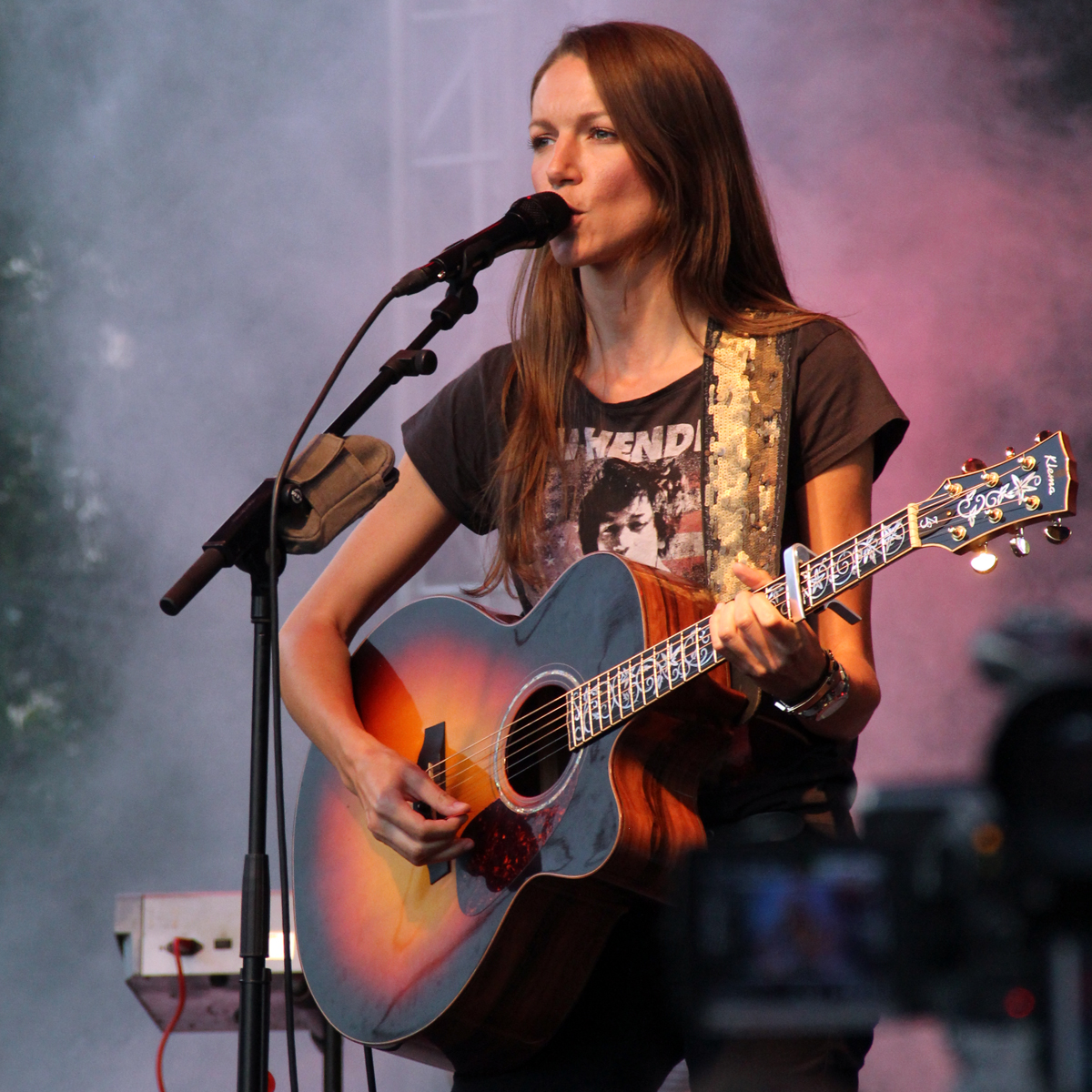
Zuzana Smatanová (2014)

Zuzana Smatanová (* 14. Juni 1984 in Súľov-Hradná) ist eine slowakische Sängerin.

## Leben
Nachdem sie ihr schulische Laufbahn beendet hatte und an einem Songwriting-Wettbewerb in der slowakischen Hauptstadt Bratislava teilgenommen hatte, veröffentlichte Zuzana Smatanová 2003 mit dem Entirely Good ihr Debütalbum. Am 23. April 2005 wurde sie für das Album mit einer goldenen Schallplatte ausgezeichnet. Im selben Jahr veröffentlichte sie mit Svet mi stúpil na nohu ihr zweites Album, für welches sie sowohl eine Gold- und Platin-Schallplatte als auch eine Multiplatin-Schallplatte verliehen bekam. Am 12. Oktober 2009 veröffentlichte sie das Doppelalbum Gemini, bei welchem die erste CD Lieder in slowakischer und die zweite CD Lieder in englische Sprache enthalten. Mit der ausgelagerten Single Daj Ruku Do Mojej Ruky belegte sie in der 27. Kalenderwoche des Jahres 2009 in den slowakischen Radio TOP 100 den ersten Platz. Zwei Jahre später veröffentlichte sie das Album Dvere, in welchen es auch eine gleichnamige Single gibt. Mit dieser Single konnte sie in der 14. Kalenderwoche des Jahres 2012 den ersten Platz in den slowakischen Radio TOP 100 belegen.
Am 1. Juni 2018 veröffentlichte Zuzana Smatanová in Folge ihres 15-lährigen Bühnenjubiläums das Doppelalbum Echo nach mehr als sieben Jahren Pause. Das Album enthält sowohl Lieder in englischer als auch in slowakischer Sprache und den bei den Song Miesta handelt es sich um ein Duett mit dem slowakischen Musiker Adam Ďurica. Direkt nach der Veröffentlichung konnte das Album in der 23. Kalenderwoche in die slowakischen Albums Top 100 einsteigen und belegte dabei direkt den 10. Platz. Zwischen der 25. und 27. Kalenderwoche des Jahres 2018 erreichte das Album mit dem sechsten Platz seinen Peak. Insgesamt war das Album 30 Wochen in den Charts vertreten. Aber nicht nur das Album, sondern auch Singles aus dem Album schafften es in die slowakischen Charts. Dazu zählt zum Beispiel die ausgelagerte Single Jediný A Jediná, welche insgesamt 20 Wochen in den slowakischen Radio TOP 100 vertreten war und ihren Peak in der 21. Kalenderwoche des Jahres 2019 mit dem 17. Platz hatte.
Auch die Single Bergen, welcher der gleichnamigen norwegischen Stadt gewidmet ist und nach einem Urlaub von Zuzana Smatanová entstanden ist, schaffte es aus dem Album Echo in die Radio TOP 100. Die Single stieg aber erst mehr als nach einem Jahr nach der Veröffentlichung des Albums in der 35. Kalenderwoche des Jahres 2019 in die slowakischen Radio TOP 100 ein und konnte in der 47. Woche mit den achten Platz ihren Peak erreichen. Insgesamt war die Single 2 Wochen in den Top Ten und insgesamt 26 Wochen in den slowakischen Radio TOP 100. Für den Film Slúžka von der slowakischen Regisseurin Mariana Čengel Solčanská schrieb sie mit der Single Tajomstvo, welche sie zum Jahresbeginn 2023 veröffentlichte, den Titelsong und konnte sich mit ihr in der 3. Kalenderwoche des Jahres erstmals in den slowakischen Radio TOP 100 platzieren. Ihren bisherigen Peak erreichte die Single in der 7. Kalenderwoche mit den 24. Platz.

## Privates
Zuzana Smatanová hat einen Bruder. Kurz nach der Veröffentlichung ihres Albums Gemini verstarb ihr Vater, sodass einige Auftritte abgesagt werden mussten.